# 志田延義

志田延義

志田 延義（しだ のぶよし / えんぎ、1906年6月10日 - 2003年8月3日）は、日本の国文学者。専門は日本古代歌謡。学位は、文学博士（東京大学・論文博士・1957年）。鶴見大学名誉教授、山梨大学名誉教授。勲三等旭日中綬章受章。

## 来歴
富山県富山市出身。志田義秀の次男。富山中学校、甲南高等学校を経て、1930年東京帝国大学国文科卒。学問で久松潜一、短歌で佐佐木信綱に師事する。
神奈川県立の中学校教諭の後、1932年国民精神文化研究所助手、1937年同研究員として『国体の本義』研究、二度の中国への出張などの戦争協力を行う。戦後、公職追放。1952年から日本大学などで講師、1953年鶴見女子短期大学教授、1955年山梨大学教授、1957年歌謡研究で東京大学より文学博士の学位を取得、1966-1969年学芸学部長・教育学部長、1966-1981年国語審議会委員、1972年山梨大定年退官、名誉教授、鶴見女子大学文学部長、1977年辞職、鶴見大学名誉教授、勲三等旭日中綬章受章。富山県を拠点に教育・研究を続け、1987年北日本新聞文化賞受賞。
日本歌謡学会は1963年に志田延義賞を制定した。2003年、老衰のため97歳で死去。

## 著書
- 『古典とその精神 国民精神文化類輯』国民精神文化研究所、1935年
- 『日本文学論素描 歌謡圏の国文学』成美堂、1936年
- 『人麿・憶良・家持』北海出版社（日本教育家文庫）、1937年
- 『八紘一宇』日本問題研究所（戦争文化叢書）、1939年
- 『日本文学論 神話篇』日本問題研究所、1939年
- 『神楽・神歌』内閣印刷局（日本精神叢書）、1940年
- 『宗教の方向』スメラ民文庫編輯部、1941年
- 『大東亜言語建設の基本』畝傍書房（大東亜文化建設研究）、1943年
- 『アジア古典の復興』日本放送出版協会（ラジオ新書）、1944年
- 『日本文学論 万葉篇』新太陽社（日本文化新書）、1944年
- 『俳諧と歌謡』目黒書店、1950年
- 『高校生のための芭蕉・蕪村新講』研学社、1953年
- 『梁塵秘抄評解』有精堂出版、1954年
- 『奥の細道評釈』武蔵野書院、1956年
- 『日本歌謡圏史』至文堂、1958年
- 『国語科教育学 その昨日から明日へ』桜楓社出版、1960年
- 『国文学入門』若樹出版、1965年
- 『国語科教育学』（志田延義著作集）至文堂、1982年12月
- 『文学史・文学論』（志田延義著作集）至文堂、1982年12月
- 『歴史の片隅から 随筆評論集』（志田延義著作集）至文堂、1982年12月
- 『歌謡圏史 1-5』（志田延義著作集）至文堂、1982年-2000年
- 『古事記とその周辺・芭蕉と俳文学』（志田延義著作集）至文堂、1982年12月
- 『続・歴史の片隅から』至文堂、1986年12月
- 『志田延義エッセイシリーズ 1-6』至文堂、1990年-1999年
- 『俳文紀行おくのほそ道論釈』武蔵野書院、1996年8月
- 『わが生涯の詩・歌・句抄』至文堂、1997年6月
- 『芭蕉・浪化 栂の木 連句集』至文堂、1999年7月

## 編纂・校訂など
- 久松潜一共著『古代詩歌に於ける神の概念』国民精神文化研究所、1934年
- 『日本古典全集 歌謡集』日本古典全集刊行会、1933年
- 『日本精神叢書 幕末勤皇歌人集』教学局、1939年
- 丸野弥高共著『大学入試完成古文解釈の要点』文憲堂七星社、1956年
- 金子義夫共編『芭蕉紀行集』桜楓社、1957年
- 新間進一、浅野建二校注『日本古典文学大系 第44 中世近世歌謡集』岩波書店、1959年
- 西角井正慶、新間進一共編『日本古典鑑賞講座 第14巻 日本の歌謡』角川書店、1959年
- 『国文学便覧』至文堂、1960年
- 『続日本歌謡集成 巻2 中世編』東京堂出版部、1961年
- 『続日本歌謡集成 巻5 近代編』東京堂出版部、1962年
- 『日本古典文学大系 第73 和漢朗詠集 梁塵秘抄』岩波書店、1965年（前者の校注は川口久雄 が担当）
- 新間進一共編『鑑賞日本古典文学 第15巻 歌謡2』角川書店、1977年